# Kür Dili
Kür Dili är en landtunga i Azerbajdzjan.   Den ligger i distriktet Nefttjala, i den sydöstra delen av landet, 170 km söder om huvudstaden Baku.
Terrängen inåt land är mycket platt. Trakten är glest befolkad.